# Selkäsaaret (ö i Finland, Södra Österbotten)
Selkäsaaret är en ö i Finland. Den ligger i sjön Lappajärvi sjö och i kommunen Lappajärvi i den ekonomiska regionen  Järviseutu ekonomiska region  och landskapet Södra Österbotten, i den centrala delen av landet, 300 km norr om huvudstaden Helsingfors. Öns area är 2,3 hektar och dess största längd är 220 meter i sydväst-nordöstlig riktning.  Notera att namnet antyder att det är fråga om flera öar.